# Зодиак (серийный убийца)
Зодиа́к (англ. Zodiac) — псевдоним неустановленного американского серийного убийцы, действовавшего в Северной Калифорнии с конца 1960-х до начала 1970-х годов.
Убийца совершил семь установленных нападений в Бениша, Вальехо, Напа и Сан-Франциско в период с декабря 1968 года по октябрь 1969 года, из которых пять закончились смертью жертв. Он нападал на пары молодых людей, а также совершил убийство таксиста. В ходе преступлений использовал нож и пистолет. Также был подозреваемым в серийных убийствах девушек в Санта-Розе.
После второго нападения преступник разослал серию издевательских писем в местные газеты, в которых использовал в качестве подписи псевдоним «Зодиак» и специфический символ, напоминающий кельтский крест (). Аналогичный символ он оставил на месте одного из преступлений. В письмах Зодиак объявил, что «собирает рабов» для загробной жизни, озвучивал угрозы новых убийств и намерение взорвать школьный автобус. Письма содержали четыре шифра, в которых, по словам убийцы, были зашифрованы данные о нём. Два из них удалось расшифровать, а расшифровка оставшихся крайне сложна из-за их малого объёма. Личных данных убийцы в них не оказалось. Зодиак отправил большую часть писем в 1969—1971 годах, после чего три года не выходил на связь. В 1974 году пришло последнее письмо, для которого доказано авторство Зодиака. Схожие послания приходили и позже, но большинство экспертов сочли, что Зодиак не был их автором. Причины, по которым он прекратил переписку, неизвестны.
В своих письмах Зодиак постоянно заявлял о новых жертвах, в конечном итоге заявив о совершении 37 убийств, но степень правдивости этих заявлений неясна. Убийца мог преувеличивать число жертв из-за жажды внимания СМИ и стремления запутать следствие. Полиция сочла доказанной его причастность к смерти пяти человек.
Несмотря на то, что выжившие жертвы и свидетели дали подробное описание преступника, а на месте преступления он оставил отпечатки пальцев, установить его личность не удалось. Полиция озвучила имя только двух подозреваемых. Главный подозреваемый — Артур Ли Аллен, и хотя он находился под подозрением многие годы, следствию не удалось собрать достаточно доказательств его вины. В 1992 году Аллен умер, так и не будучи официально обвинённым в убийствах Зодиака. Его виновность остаётся предметом споров. Второй подозреваемый — Гэри Фрэнсис Пост, он находится под следствием в качестве подозреваемого по этому делу с 2014 года. Пост также является одним из немногих подозреваемых, которых власти допросили по делу о преступлениях Зодиака. Интерес к версии о том, что Гэри Фрэнсис Пост может быть Зодиаком, возобновился в 2023 году.
Личность и вероятная причастность Зодиака к другим убийствам стали предметами многочисленных неофициальных теорий, в том числе сомнительных или абсурдных. В качестве подозреваемых рассматривались сотни человек, из которых широкой публике известны несколько десятков. Ряд людей сделали заявления, что кто-то из их родственников или знакомых являлся Зодиаком, но убедительных доказательств не было предоставлено. Официально дело Зодиака считается нераскрытым, а личность преступника — неустановленной.
Зодиак — один из самых известных серийных убийц в истории США. Его личность и деяния получили отражения в массовой культуре, в том числе в одноимённых фильмах 2005 и 2007 годов.

## Жертвы

### Доказанные жертвы
Согласно заявлениям Зодиака, он взял на себя ответственность за 37 убийств, однако представители правоохранительных органов подтвердили только семь преступлений (при этом двое потерпевших остались в живых):
- 17-летний Дэвид Фарадей (англ. David Arthur Faraday) и 16-летняя Бэтти Лу Дженсен (англ. Betty Lou Jensen) — пара, расстрелянная на своём первом свидании. Они находились в автомобиле, на стоянке, неподалёку от озера. Преступник подъехал на авто, заставил молодых людей выйти и расстрелял их. Девушка пыталась убежать, но ей это не удалось.
- 17-летний Майк Мажо (англ. Mike Mageau) и 22-летняя Дарлин Элизабет Феррин (англ. Darlene Elizabeth Ferrin) подверглись обстрелу из огнестрельного оружия 4 июля 1969 года на автостоянке, расположенной в парке «Блу-Рок-Спрингз» (англ. Blue Rock Springs Park) калифорнийского города Вальехо. Мажо остался в живых, Феррин скончалась.
- 20-летний Брайан Келвин Хартнелл (англ. Bryan Calvin Hartnell) и 22-летняя Сесилия Энн Шепард (англ. Cecelia Ann Shepard) стали жертвами Зодиака 27 сентября 1969 года. Нападение произошло на берегу водохранилища Берриесса. На этот раз убийца использовал холодное оружие. Шепард скончалась, а Хартнелл, которому было нанесено 8 ножевых ранений в спину, выжил.
- 29-летний Пол Ли Стайн (англ. Paul Lee Stine) застрелен 11 октября 1969 года в Сан-Франциско.

### Возможные жертвы
- 18-летний Роберт Домингос (англ. Robert Domingos) и 17-летняя Линда Эдвардс (англ. Linda Edwards) были застрелены 5 июня 1963 года на побережье, неподалёку от калифорнийского города Ломпок. Были отмечены некоторые детали, указывающие на характерный почерк Зодиака, в частности на убийства, совершённые им в 1969 году на озере Берриесса.
- 18-летняя Чери Джо Бейтс (англ. Cheri Jo Bates) скончалась в результате нанесённых ей ножевых ранений. Убийство произошло 30 октября 1966 года на территории Риверсайдского колледжа[англ.]. Голова жертвы была почти полностью отсечена от тела. Четыре года спустя Пол Эйвери — журналист из San Francisco Chronicle — был в частном порядке проинформирован о существовании фактов, давших основание полагать, что убийство совершил Зодиак.
- 25-летняя Донна Ласс (англ. Donna Lass), проживавшая в Стейтлайне (штат Невада), пропала без вести 6 сентября 1970 года. 22 марта 1971 года в редакцию San Francisco Chronicle поступила открытка, которая по ряду признаков была интерпретирована как заявление Зодиака о его причастности к исчезновению девушки. Тем не менее, никаких улик, указывающих на отношение Зодиака к исчезновению Донны Ласс, обнаружено не было.

Кроме того, предполагается, что одной из жертв удалось сбежать от Зодиака:
- 23-летняя Кэтлин Джонс (англ. Kathleen Johns), по её словам, была вместе с её 10-месячной дочерью похищена 22 марта 1970 года на автотрассе 132, расположенной к западу от калифорнийского города Модесто. Джонc удалось сбежать из автомобиля спустя приблизительно три часа после похищения[10].

## Хронология событий

### Убийство Дженсен и Фарадея
Вечером 20 декабря 1968 года студенты Дэвид Фарадей и Бэтти Лу Дженсен отправились на своё первое свидание. Поначалу пара планировала посетить рождественский концерт, который должен был состояться неподалёку от дома Дженсен, но вместо этого они заехали (на автомобиле, принадлежащем матери Фарадея) в гости к приятельнице, затем поужинали в местном ресторане и поехали по дороге, ведущей вдоль озера Герман. Около 22:15 Фарадей припарковал «Рэмблер» на стоянке, известной как «место для свиданий». Вскоре после 23:00 их трупы обнаружили местные жители. Расследованием занялся Офис шерифа округа Солано, но ввиду отсутствия свидетелей, мотивов и улик дело зашло в тупик. События предположительно развивались следующим образом: незадолго до 23:00 за автомобилем, в котором находились Фарадей и Дженсен, припарковался ещё один автомобиль. Убийца вышел из своего автомобиля, приблизился к «Рэмблеру» и велел Фарадею и Дженсен выйти из автомобиля. Сначала вышла Дженсен, затем — Фарадей. Убийца произвёл первый выстрел в голову Фарадея. Пытаясь скрыться, Дженсен отбежала от автомобиля на расстояние 8,5 метров. За это время Зодиак произвёл по ней 5 выстрелов в спину. После этого убийца сел в свой автомобиль и уехал.

### Нападение на Феррин и Мажо
4 июля 1969 года около 12 часов ночи Дарлин Феррин и Майк Мажо припарковались на территории парка «Блю-Рок-Спрингз». Место парковки располагалось в 4 милях (6,4 км) от места убийства Дженсен и Фарадея. Через некоторое время за «Шевроле Корвэйр», в котором находились Феррин и Мажо, остановился другой автомобиль, но сразу уехал. 5—10 минут спустя этот автомобиль вернулся, снова остановившись за «Шевроле». Убийца, выйдя из своего автомобиля, подошёл к автомобилю жертв, приблизившись к нему со стороны пассажирского сиденья, на котором находился Мажо. Затем, подсвечивая фонариком, он произвёл пять выстрелов по Мажо и Феррин из пистолета калибра 9 мм «Люгер». Ранения получили обе жертвы, некоторые пули, пробив тело Мажо, попали в Феррин. Когда убийца возвращался к своему автомобилю, он услышал стон Мажо. Убийца вновь приблизился к жертвам, произвёл по два выстрела по ним, сел в свой автомобиль и покинул место преступления.
5 июля 1969 года в 00:40 в главное управление полиции города Вальехо поступил анонимный звонок. Звонящий мужчина сообщил о двойном убийстве и взял на себя ответственность за совершённое преступление. Кроме того, аноним заявил, что это он «убил тех ребятишек в прошлом году». У женщины-диспетчера, которая приняла звонок, сложилось впечатление, что убийца зачитывал заранее подготовленный текст. Позже полиция определила, откуда был совершён звонок: он был сделан из телефона-автомата на автозаправке, расположенной в 500 метрах от дома Феррин и всего в нескольких кварталах от департамента полиции города Вальехо.
В результате полученных ранений Феррин скончалась. Пули, выпущенные убийцей, ранили Мажо в лицо, шею и грудь, но он выжил.

### Первые письма Зодиака
I like killing people because it is so much fun it is more fun than killing wild game in the forrest because man is the most dangeroue anamal of all to kill something gives me the most thrilling experence it is even better than getting your rocks off with a girl the best part of it is thae when I die I will be reborn in paradice and all the I have killed will become my slaves I will not give you my name because you will try to sloi down or atop my collectiog of slaves for my afterlife ebeorietemethhpiti
31 июля 1969 года в редакции трёх газет — Vallejo Times-Herald, San Francisco Chronicle и San Francisco Examiner — поступили письма от убийцы. Все три письма были почти одинаковы — они содержали заявления, в которых автор брал на себя ответственность за совершённые преступления. Кроме того, в каждом из конвертов находилась 1/3 часть зашифрованного сообщения, в сумме состоящего из 408 символов. В криптограмме, по словам убийцы, содержались его личные данные. Убийца выдвинул следующее требование: 1 августа все три газеты должны опубликовать полученное послание на своих первых полосах. В противном случае преступник угрожал убить 12 человек на протяжении выходных.
1 августа 1969 года San Francisco Chronicle опубликовала на четвёртой странице полученную треть криптограммы. Кроме того, в газете была размещена статья, в которой Джек И. Стилц (англ. Jack E. Stiltz) — начальник полицейского департамента города Вальехо — заявлял: «Мы не уверены, что письмо отправлено убийцей». Полицейский потребовал, чтобы автор письма предоставил дополнительную информацию, указывающую на то, что убийцей является именно он. Остальные две части криптограммы были опубликованы не позднее 2 августа. Убийства, которые угрожал совершить преступник, не произошли.
7 августа 1969 года в San Francisco Examiner поступило письмо, которое начиналось со слов: «Дорогой редактор. Говорит Зодиак (…)» («Dear Editor This is the Zodiac speaking»). Это был первый случай, когда убийца назвал себя указанным именем. Письмо было ответом на требование Штильца представить дополнительную информацию и содержало неразглашавшиеся прежде детали убийств Фарадея, Дженсен и Феррин. Кроме того, автор письма сообщал, что полиция будет в состоянии задержать его сразу, как только взломают шифр криптограммы.
8 августа 1969 года двое жителей калифорнийского города Салинас — школьный учитель Дональд Гарден и его супруга Бетти — расшифровали криптограмму. В ней содержалось написанное с орфографическими ошибками заявление убийцы: он утверждал, что собирает рабов, которые понадобятся ему в загробной жизни. В тексте отсутствовали личные данные преступника; по его словам, это помешало бы ему собирать рабов.

### Нападение на Хартнелла и Шепард
27 сентября 1969 года Брайан Хартнелл и Сесилия Энн Шепард отдыхали на озере Берриесса. Они расположились на небольшом острове, соединённом с сушей песчаной перемычкой. Около 18:20 к ним приблизился некий странно одетый мужчина: чёрный головной убор полностью закрывал его лицо и напоминал капюшон палача, отверстия для глаз прикрыты солнцезащитными очками, на груди надето нечто, напоминающее фартук. На «фартуке» присутствовало изображение размером приблизительно 8×8 см: белая накрест перечёркнутая окружность. В руках он держал пистолет, по словам Хартнелла, 45-го калибра. На левом бедре мужчины находился нож по типу штыка, по меньшей мере 30-сантиметровой длины. Незнакомец сообщил, что является сбежавшим из-под стражи заключённым, и пояснил, что ему необходимы деньги и автомобиль для того, чтобы добраться до Мексики. Он подал Шепард бельевой шнур, предварительно разрезанный на куски, и велел связать Хартнелла. Затем он связал Шепард, проверил, насколько надёжно связан Хартнелл, и потуже затянул узлы. Хартнелл полагал, что они с Шепард являются жертвами ограбления, и усомнился в том, что оружие незнакомца заряжено. Преступник продемонстрировал Брайану полный магазин боевых патронов, отметив при этом, что собирается воспользоваться ножом. После этого преступник вытащил нож и нанёс серию ранений Брайану и Сесилии. Затем убийца, преодолев около 450 м, приблизился к автомобилю Хартнелла и, воспользовавшись чёрным фломастером, изобразил на двери машины перечёркнутую окружность, сопроводив рисунок надписью следующего содержания:
Vallejo
12-20-68
7-4-69
Sept 27-69-6:30
by knife
В 19:40 убийца позвонил в офис шерифа округа Напа и сообщил о совершённом преступлении. Таксофон, с которого был произведён звонок, определили — он находился на автомобильной мойке, расположенной всего в нескольких кварталах от офиса шерифа и в 43 км от места преступления. Сотрудники правоохранительных органов сняли с телефонной трубки ещё влажный отпечаток ладони звонившего, однако эта улика не помогла им в определении подозреваемого.
Во время совершения преступления крики жертв были услышаны неким мужчиной и его сыном, которые рыбачили на озере. Они обнаружили пострадавших и сообщили о происшествии местным рейнджерам. Заместители шерифа округа Напа — Дэйв Коллинз и Рэй Лэнд — были первыми представителями правоохранительных органов, прибывшими на место преступления. Сесилия Шепард, которой было нанесено 24 ножевых ранения, находилась в сознании и предоставила подробный словесный портрет преступника. Шепард и Хартнелл каретой «скорой помощи» были доставлены в местную больницу. По дороге Шепард впала в состояние комы и через двое суток скончалась, не приходя в себя. Хартнелл остался в живых. Ответственным за расследование был назначен сотрудник офиса шерифа округа Напа по имени Кен Нарлоу (англ. Ken Narlow).  Нарлоу вместе с другими сотрудниками правоохранительных органов определил особенности, характерные для нападений, совершённых Зодиаком:
- жертвы — молодёжь, пары;
- нападения происходят по выходным или праздничным дням;
- преступник действует в тёмное время суток или в условиях сумерек;
- ограбление или сексуальная подоплёка не являются мотивами преступлений;
- применяются различные виды оружия;
- преступник имеет тенденцию заявлять о совершённых им преступлениях (письмом или по телефону);
- нападения происходят в т. н. «местах для свиданий»;
- жертвы находятся в автомобилях или неподалёку от них;
- все преступления совершены возле воды или объектов, названия которых связаны с водой (Lake Herman Road, Blue Rock Springs, Lake Berryessa)[20].

### Убийство Пола Стайна
11 октября 1969 года около 21:40 некий человек сел в такси, стоящее на пересечении улиц Мэйсон и Джири в Сан-Франциско. Пассажир велел водителю — Полу Стайну — отвезти его на перекрёсток улиц Вашингтона и Мейпл. Запись об этом была сделана Стайном в специальном путевом блокноте, который обязаны были заполнять водители такси. Когда автомобиль подъехал к конечному пункту, пассажир вдруг передумал выходить и попросил проехать чуть дальше. Здесь пассажир убил Стайна выстрелом в голову из пистолета калибра 9 мм. Убийца забрал кошелёк, ключи от машины и оторвал кусок окровавленной рубашки жертвы. Свидетелями были трое подростков, находившихся на втором этаже дома, расположенного на противоположной стороне улицы — в 15 метрах от места преступления. Они вызвали полицию, пока убийца ещё был в автомобиле. По словам свидетелей, убийца, перед тем как скрыться, вытер следы, оставленные им в такси.
По словам офицеров полиции Дона Фуке и Эрика Цельмса, принявших сигнал о совершённом убийстве, в двух кварталах от места преступления они заметили и в течение 5—10 секунд наблюдали некоего белого мужчину. В полицейской ориентировке сообщалось, что подозреваемым является афроамериканец, и поэтому полицейские не предприняли попыток задержать его. Однако они поинтересовались, не видел ли тот убегающего человека с пистолетом. Он указал направление, в котором скрылся предполагаемый преступник. Немного позже Зодиак якобы звонил в полицейский участок, насмехаясь над глупостью патрульных («stupid pigs», что означает «тупые свиньи»), которые, встретив его, даже не заподозрили в нём того самого убийцу. Путаница с данными, указанными в ориентировке, остаётся необъяснённой по сей день (возможно, показания подростков относительно цвета кожи были связаны с тем, что убийца был в чёрной маске). Поиски продолжились, но подозреваемого не обнаружили. На основании показаний подростков-свидетелей был выполнен портрет убийцы. Ответственными за расследование преступления назначили детективов Билла Армстронга и Дэйва Тоски. Сотрудники полиции города Сан-Франциско в последующие годы допросили около 2,5 тыс. человек, предположительно причастных к убийству Пола Стайна.

### Письма, написанные Зодиаком в 1969 году
"I hope you are having lots of fan in trying to catch me that wasnt me on the tv show which bringo up a point about me I am not afraid of the gas chamber becaase it will send me to paradlce all the sooher because e now have enough slaves to worv for me where every one else has nothing when they reach paradice so they are afraid of death I am not afraid because i vnow that my new life is life will be an easy one in paradice death"
14 октября 1969 года в The Chronicle поступило очередное письмо, отправленное Зодиаком. В качестве доказательства того, что он является убийцей Пола Стайна, отправитель вложил в конверт лоскут окровавленной рубашки таксиста. В своём послании Зодиак сообщал, что готовит массовое убийство детей — он якобы собирается прострелить переднее колесо школьного автобуса и «будет отстреливать детишек», когда те станут выбегать наружу.
20 октября 1969 года в 14:00 в полицейский департамент города Окленд поступил анонимный звонок. Звонящий представился Зодиаком и потребовал, чтобы кто-то из известных адвокатов — Ф. Ли Бэйли или Мелвин Беллай — появился в популярном утреннем ток-шоу Джима Данбара. С Бэйли связаться не удалось, а Беллая разыскали, он дал согласие и прибыл в студию. Ведущий программы обратился к зрителям с просьбой, чтобы те не занимали телефонные линии. В конечном счёте некто, назвавший себя Зодиаком, совершил несколько звонков, в ходе которых сообщил, что его имя — Сэм (англ. Sam). Беллай согласился встретиться с «Сэмом» за пределами студии, но тот на встречу не явился. Позже было установлено, что аноним, звонивший в полицию, и «Сэм» являются разными людьми. Полиция отследила, откуда совершались звонки в студию — этим местом оказалась психиатрическая больница, а «Сэм» — один из её пациентов.
8 ноября 1969 в The Chronicle был направлен конверт с пометкой «Прошу срочно передать редактору»; в конверте находилась открытка от Зодиака, которая содержала криптограмму, состоящую из 340 символов.
Эта криптограмма была расшифрована Дэвидом Оранчаком, Сэмом Блейком и Ярлом Ван Эйком только в 2020 году. В ней автор утверждает, что звонок в студию был совершён не им, в остальном содержание по смыслу повторяет предыдущие письма.
9 ноября 1969 Зодиак отправил в The Chronicle письмо на 7 страницах, в котором сообщал, что спустя три минуты после убийства Стайна его остановили двое полицейских и провели с ним короткую беседу. Фрагмент письма, содержащий указанную информацию, был опубликован (согласно требованию Зодиака) 12 ноября в The Chronicle; в тот же день Дон Фуке составил объяснительную записку, в которой изложил подробности случившегося в тот вечер.
20 декабря 1969 года — ровно через год после убийства Дэвида Фарадея и Бэтти Лу Дженсен — Зодиак направил письмо адвокату Беллаю, в котором поздравлял его с Рождеством и просил о помощи. В конверте находился ещё один фрагмент рубашки убитого таксиста.

### Похищение Кэтлин Джонс
Вечером 22 марта 1970 года 23-летняя Кэтлин Джонс направлялась из Сан-Бернардино в Петалуму, где проживала её мать. Джонс была на 7-м месяце беременности, вместе с ней в машине находилась её 10-месячная дочь. Проезжая в районе города Модесто, она обратила внимание, что водитель автомобиля, следовавшего за ней, подаёт ей звуковые и световые сигналы. Джонс съехала на обочину и остановилась. Автомобиль, ехавший за ней, остановился также. Из него вышел мужчина, который сообщил Джонс, что правое заднее колесо её автомобиля шатается, и предложил подтянуть болты, фиксирующие его. Закончив работу, мужчина сел в свой автомобиль и уехал. Как только Джонс стала выезжать на шоссе, колесо отвалилось. Мужчина тут же вернулся и предложил подвезти её к ближайшей автозаправочной станции, где она могла бы обратиться за техпомощью. Джонс, взяв дочь, села к нему в автомобиль. Незнакомец возил их около полутора (по другим данным — около трёх) часов по окрестностям города Трейси. За это время они проехали мимо нескольких АЗС. На вопрос Джонс, почему они не останавливаются, мужчина не ответил, сменив тему разговора. В какой-то момент они остановились на перекрёстке и водитель якобы сообщил Джонс, что убьёт её, а затем выбросит ребёнка. Женщина схватила дочь, выпрыгнула из автомобиля и спряталась в поле. Водитель закрыл дверь автомобиля и уехал. Джонс на попутке добралась до отделения полиции, расположенного в городе Паттерсон.
В полиции Джонс обратила внимание на портрет разыскиваемого преступника, убившего Пола Стайна, и сообщила, что этот человек является её похитителем. Опасаясь, что Зодиак может явиться в полицейский участок и расправиться с потерпевшей, дежурный сержант велел Джонс спрятаться в местном кафе. Через некоторое время нашли автомобиль Джонс: он был выпотрошен и сожжён — предположительно человеком, похитившим Джонс. В последующие годы Джонс изложила несколько версий произошедшего с ней в ту ночь. Как правило, она заявляла, что тот человек угрожал убить её и дочь, но по крайней мере в одном полицейском протоколе такая информация отсутствует. Джонс рассказала Полу Эвери, сотруднику The Chronicle, что после того, как она выскочила из автомобиля, похититель последовал за ней и какое-то время пытался отыскать её в темноте, подсвечивая фонариком. Тем не менее, в одном из заявлений Джонс сообщила, что мужчина не выходил из автомобиля.

### Письма, написанные Зодиаком в 1970 году
На протяжении 1970 года Зодиак продолжал общаться с властями и СМИ, отправляя им письма и почтовые открытки. В письме от 20 апреля 1970 года он сообщил: «My name is _____» («Меня зовут _____»), за этими словами последовала криптограмма, состоявшая из 13 символов. Кроме того, Зодиак заявил, что непричастен к взрыву, произошедшему 18 февраля 1970 года в одном из полицейских участков Сан-Франциско, в результате которого погиб сержант Брайан Макдоннел. Однако при этом он отметил, что для него было бы «большей честью убить копа, чем ребёнка, потому что коп может выстрелить в ответ». Письмо содержало эскиз взрывного устройства, посредством которого, по словам Зодиака, он собирался подорвать школьный автобус. Под эскизом убийца написал: « = 10, SFPD = 0». (SFPD — San Francisco Police Department — полицейский департамент г. Сан-Франциско).
28 апреля 1970 года в редакцию The Chronicle поступила открытка, на которой было написано: «Надеюсь, вы получите удовольствие от моего ВЗРЫВА» («I hope you enjoy yourselves when I have my BLAST»). Текст был сопровождён символом, которым Зодиак подписывал свои послания — накрест перечёркнутой окружностью. На обратной стороне открытки также был нанесён текст: Зодиак угрожал взорвать школьный автобус, если газета не опубликует его послание целиком. Кроме того, он выразил желание, чтобы люди начали носить «симпатичные значки с Зодиаком». 29 апреля The Chronicle опубликовала текст послания.
В письме, отправленном 26 июня 1970 года, Зодиак сообщал о своём огорчении, вызванном тем, что люди не носят значки с символом . Кроме того, он сообщил, что посредством оружия «38-го калибра застрелил человека, сидевшего в припаркованном автомобиле». Вероятно, речь шла о сержанте полиции Ричарде Радетиче (англ. Richard Radetich), убитом 19 июня. Радетич находился в своём служебном автомобиле и заполнял транспортные документы. В 05:25 неизвестный мужчина произвёл выстрел в голову сержанта из пистолета 38-го (9-миллиметрового) калибра. Через 15 часов Радетич скончался. Официальные представители полицейского департамента Сан-Франциско отрицали факт причастности Зодиака к убийству сержанта.
В конверт, кроме того, была вложена карта окрестностей Сан-Франциско. Зодиак нарисовал на изображении горы Дьябло свой логотип — перечёркнутую крест-накрест окружность. Начиная с верхней точки окружности и по всему её периметру он проставил цифры, следовавшие в таком порядке: 0, 3, 6, 9. Таким образом, изображение стало напоминать циферблат часов. Справа от цифры «0» была нанесена надпись следующего содержания: «is to be set to Mag. N» («сориентировать на север»). Письмо содержало криптограмму объёмом в 32 знака. Зодиак утверждал, что на карте и в криптограмме зашифровано место, в котором он заложил бомбу. Своё послание убийца завершил следующим образом: « = 12, SFPD = 0». Бомбу, которая, по словам убийцы, должна была взорваться осенью, не обнаружили.
24 июля 1970 года в редакцию газеты The Chronicle поступило письмо, в котором Зодиак взял на себя ответственность за похищение Кэтлин Джонс, произошедшее четыре месяца назад.
В письме, отправленном 26 июля 1970 года, Зодиак перефразировал один из вокальных номеров комической оперы «Микадо». Убийца добавил от себя текст, в котором шла речь о «небольшом списке» пыток, приготовленном для его «рабов» в «раю». На этот раз Зодиак изобразил перечёркнутую окружность большего, чем обычно, размера, и указал новый «счёт»: « = 13, SFPD = 0».
5 октября 1970 года в редакцию газеты The Chronicle поступила очередная открытка от Зодиака. Символ  был нанесён кровью. Сообщение состояло из слов и букв, вырезанных из выпуска The Chronicle. В открытке были пробиты 13 отверстий. Представители правоохранительных органов сообщили о «высокой вероятности» того, что открытка изготовлена и отправлена Зодиаком.
27 октября 1970 года журналист Пол Эвери — автор статей о Зодиаке, публикуемых в The Chronicle, — получил к празднику Хэллоуин открытку, которая была подписана буквой «Z» и характерным символом — накрест перечёркнутой окружностью. На открытке был нанесён текст, написанный от руки: «Ку-ку! Тебе конец» («Peek-a-boo, you are doomed»). Угрозу восприняли всерьёз: The Chronicle на первой полосе своего выпуска разместила материал, связанный с этим инцидентом. Через некоторое время Эвери получил анонимное письмо, автор которого указывал на ряд общих деталей, присутствующих в действиях Зодиака и обнаруженных в ходе расследования убийства Чери Джо Бэйтс. 16 ноября 1970 года Эвери опубликовал полученную информацию.

### Убийство Чери Джо Бэйтс
Вечером 30 октября 1966 года 18-летняя Чери Джо Бейтс находилась в библиотеке своего колледжа в Риверсайде; там студентка пробыла до закрытия (21:00). Утром труп Бейтс обнаружили недалеко от библиотеки — между двумя незаселёнными, подготовленными к сносу зданиями. Девушка была жестоко избита, а причиной смерти были ножевые ранения. Недалеко от места обнаружения трупа были найдены мужские часы марки Timex с порванным ремешком. Стрелки часов стояли неподвижно, указывая время 00:24. Полиция, однако, полагает, что нападение произошло намного раньше. Свидетели слышали крик, раздавшийся около 21:30. Провода цепи зажигания в автомобиле студентки были оторваны.
Месяцем позже, 29 ноября 1966 года в отделение полиции города Риверсайда и в редакцию местной ежедневной газеты Riverside Press-Enterprise поступили отпечатанные на машинке под копирку письма, озаглавленные как «Признание» («The Confession»). Автор писем брал на себя ответственность за убийство Чери Джо Бейтс и упоминал некоторые детали преступления, которые не предавались широкой огласке. Аноним сообщал, что Бейтс «была не первой и не будет последней» («…is not the first and she will not be the last»).
В декабре 1966 года в библиотеке Риверсайдского колледжа на поверхности одного из столов был обнаружен стихотворный текст под названием «Устал жить/не хочу умирать» («Sick of living/unwilling to die»). В конце текста находились символы, предположительно являющиеся инициалами автора: rh. Позже на основании особенностей почерка и стилистических особенностей текста было выдвинуто предположение, что автором стихотворения является Зодиак.
Ровно через полгода после гибели Чери Джо Бейтс, 30 апреля 1967 года три адресата получили практически одинаковые письма. Этими адресатами были отец убитой студентки Джозеф Бейтс, редакция газеты Riverside Press-Enterprise и отделение риверсайдской полиции. В написанных от руки посланиях, которые поступили в газету и в полицию, сообщалось: «Бейтс пришлось умереть, и умрут ещё» («Bates had to die there will be more»). Текст сопровождался символом, напоминающим букву Z. В тексте письма, отправленного отцу жертвы, были такие слова: «Ей пришлось умереть, и умрут ещё» («She had to die there will be more»). Символов, которые можно было бы интерпретировать как подпись, не было.
13 марта 1971 года, почти через четыре месяца после первой публикации Пола Эвери об убийстве Чери Джо Бейтс, в редакцию Los Angeles Times поступило письмо от Зодиака. В своём послании преступник положительно отозвался о работе полиции, поскольку она смогла установить его причастность к убийству, совершённому в Риверсайде, и отметил следующее: «То, что они обнаружили — это просто, но есть ещё чертовски много (жертв)» («they are only finding the easy ones, there are a hell of a lot more down there»).
Пол Эвери и представители полиции Риверсайда утверждали, что Зодиак не имеет отношения к убийству Бэйтс, но и не исключали, что он мог написать некоторые из упомянутых писем, дабы взять на себя ответственность за преступление, совершённое другим человеком.

### Исчезновение Донны Ласс
22 марта 1971 года в редакцию Chronicle поступила открытка, адресованная Полу Эвери (фамилия журналиста была написана с ошибкой: «Averly»). Автором послания предположительно являлся Зодиак, который на этот раз брал на себя ответственность за исчезновение Донны Ласс, которую последний раз видели 6 сентября 1970 года. Открытка была изготовлена в виде коллажа: фоном служил фрагмент изображения, рекламирующего кондоминиум Forest Pines. На изображение были наклеены вырезки из печатного текста, содержащего следующие слова: «Sierra Club» («клуб Сиерра»), «Sought Victim 12» («ненайденная жертва 12»), «peek through the pines» («ищите за соснами»), «pass Lake Tahoe areas» («мимо озера Тахо») и «around in the snow» («где-то в снегу»). В месте, отведённом для указания адреса отправителя, был изображён символ Зодиака — перечёркнутая окружность.
25-летняя Ласс работала медсестрой в медпункте отеля-казино под названием Sierra Tahoe, расположенном в городе Стейтлайне (штат Невада). 6 сентября 1970 года она закончила смену в 2 часа ночи. Последняя запись в рабочем журнале была сделана в 1 час 45 минут. Свидетелей того, как она выходила из казино, не оказалось. Через несколько часов её работодателю и домовладельцу позвонил неизвестный мужчина и сообщил, что Донна уехала из города в связи со срочными семейными делами. Судьба Ласс долго оставалась неизвестной, пока в декабре 2023 года не был идентифицирован как принадлежащий ей череп, найденный в 1986-м году в «Заснеженных горах» в 70 милях от того места, где её последний раз видели живой. Прямые улики, доказывающие причастность Зодиака к возможному похищению и убийству Донны Ласс, отсутствуют.

### Убийство Домингоса и Эдвардз
4 июля 1963 года старшеклассники Роберт Домингос и Линда Эдвардз, которые в тот день прогуливали уроки (см. Senior Skip Day), были застрелены на пляже, расположенном неподалёку от калифорнийского города Ломпока. Представители правоохранительных органов полагают, что преступник связал жертв, но им удалось освободиться. Дабы пресечь попытку побега, убийца произвёл по школьникам серию выстрелов из оружия 22-го калибра, ранив их в спины и грудь. Преступник отнёс трупы жертв в небольшую постройку, где попытался сжечь их.
13 ноября 1972 года газета Vallejo Times-Herald опубликовала статью, в которой бывший сотрудник офиса шерифа округа Санта-Барбара утверждал, что, по его предположению, этих молодых людей убил Зодиак.

### Последние письма Зодиака
С марта 1971 года — после открытки, в которой Зодиак брал на себя ответственность за убийство Донны Ласс, — преступник хранил молчание на протяжении почти трёх лет.
29 января 1974 года в редакцию The Chronicle поступило письмо, в котором Зодиак положительно отзывался о художественном фильме «Изгоняющий дьявола», вышедшем на экраны в 1973 году. Убийца сообщал, что это — «лучшая сатирическая комедия» («the best saterical comedy»), которую он когда-либо видел. Письмо содержало фрагмент из оперы «Микадо» и нехарактерный для Зодиака символ, который остаётся неразгаданным. Послание заканчивалось следующим образом: «Me = 37, SFPD = 0» («я = 37, департамент полиции Сан-Франциско = 0»).
14 февраля 1974 года в The Chronicle поступило очередное анонимное письмо. Его автор сообщал редактору газеты, что аббревиатура SLA (Симбионистская армия освобождения; англ. Symbionese Liberation Army) на древнескандинавском языке означает «убей». Тем не менее, установлено, что почерк автора этого письма не соответствует почерку Зодиака.
Следующее письмо от Зодиака пришло в The Chronicle 8 мая 1974 года. Убийца высказывал неодобрение по поводу демонстрации художественного фильма «Опустошённые земли» и просил редакцию прекратить размещение рекламы этой кинокартины на страницах газеты. По мнению автора письма, подписавшегося как «Гражданин», указанный фильм представляет собой «восхваление убийства».
8 июля 1974 года в The Chronicle поступило анонимное письмо, автор которого высказывал жалобы в адрес одного из журналистов газеты — Марко Спинелли (Marco Spinelli). Аноним подписался как «Красный Фантом (красный от злости)» («the Red Phantom (red with rage)»). Единое мнение относительно того, является ли Зодиак автором, отсутствует.
3 марта 2007 года в архивах The Chronicle была обнаружена рождественская открытка, почтовый штемпель на которой указывал, что она отправлена из Юрики в 1990 году. Вместе с открыткой в конверте находилась ксерокопия двух ключей от абонентских ящиков Почтовой службы США. Обратный адрес на конверте указан не был. Перечёркнутая окружность и какие-либо иные выполненные от руки надписи или символы отсутствовали. Почерк отправителя напоминал почерк Зодиака. Конверт и его содержимое были переданы для дальнейшего исследования в департамент полиции Вальехо. Согласно заключению официальной графологической экспертизы, проведённой Ллойдом Каннингемом (англ. Lloyd Cunningham), Зодиак не является автором этого послания.

## Подозреваемые

### Артур Ли Аллен
Артур Ли Аллен (англ. Arthur Leigh Allen, 18 декабря 1933 — 26 августа 1992) — подозреваемый по делу об убийствах, совершённых Зодиаком, подвергшийся полицейскому обыску на основании формально выписанного ордера. Никаких обвинений, связанных с преступлениями Зодиака, против Аллена не выдвигалось; отпечатки его пальцев не совпадали с отпечатками пальцев убийцы таксиста Пола Стайна. В 1991 году, через 22 года после покушения на автостоянке, выживший свидетель Майкл Мажо опознал Аллена по фотографии на одном из нескольких водительских удостоверений 1968 года. В 1992 году Аллен, болевший диабетом, умер от острой почечной недостаточности. В 2002 году образцы ДНК, взятые из остатков слюны Зодиака на почтовых марках и конвертах, были сопоставлены с ДНК Артура Аллена и бывшего близкого друга Аллена по имени Дон Чени (англ. Don Cheney), впервые заявившего о тождестве Аллена и Зодиака. По результатам ДНК-экспертизы Аллен и Чени были исключены из числа подозреваемых, хотя нельзя утверждать наверняка, что ДНК на конвертах принадлежит именно Зодиаку.
Аллен родился в Гонолулу (штат Гавайи) в семье Итана и Бернис Алленов, у него был младший брат Рональд. Отец Аллена был лейтенантом военно-морского флота и был свидетелем нападения на Перл-Харбор. В 1943 году Аллен со своей семьёй переехал в Вальехо и жил рядом с военно-морской базой, где служил его отец. Среднюю школу Аллен окончил в Вальехо, специализируясь на искусстве и литературе. С 1957 года по 1958 год Аллен проходил службу в военно-морском флоте США, откуда был уволен за грубые нарушения административного порядка. В начале 1958 года зачислен в Политехнический университет штата Калифорния и получил диплом преподавателя.

### Гэри Фрэнсис Пост
Версия о Гэри Фрэнсисе Посте стала появляться в прессе в 2014 году, со времён телерепортажа Дейла Джулина, в котором тот утверждает, что использовал анаграммы, чтобы найти возможное место захоронения Донны Ласс.
В 2021 году группа следователей-энтузиастов The Case Breakers, состоящая из более чем 40 человек, объявила, что убийцей был умерший в 2018 году маляр из Калифорнии Гэри Фрэнсис Пост. Все доказательства косвенные: шрам на лбу, который вспоминали выжившие жертвы, армейские ботинки (следы), часы, оставленные на одном из мест преступлений, забрызганные краской, — такие же, как некогда купил Пост, подрабатывавший тогда маляром. Группа также сопоставила фотографии подозреваемого с фотороботами убийцы, нашла совпадения в расшифровках писем Зодиака, а также связала имя Поста с убийством в городе Риверсайд, произошедшим в 1966 году. Кроме того известно, что Пост был рядом, когда случилось шестое убийство.
В 2023 году в прессе вновь появилось утверждение, что расследователям якобы удалось установить личность Зодиака. По их словам, Зодиаком оказался некий Гэри Френсис Пост из Калифорнии, который и совершил ряд убийств более 50 лет тому назад.

### Прочие кандидаты
В 2007 году человек по имени Деннис Кауфман заявил, что его отчим Джек Терренс был Зодиаком. Кауфман передал ФБР несколько предметов, в том числе капюшон, похожий на тот, что носил Зодиак. Согласно новостным источникам, результаты проведённого ФБР анализа собранного с предметов ДНК в 2010 году были признаны неубедительными.
В 2009 году бывший адвокат Роберт Тарбокс (который в августе 1975 года был лишён свободы Верховным судом Калифорнии за отказ заплатить некоторым клиентам) сказал, что в начале 1970-х некий моряк вошёл в его офис и признался ему в том, что он был Зодиаком. Кажущийся искренним моряк (имя которого Тарбокс не раскрыл по причине конфиденциальности) описал адвокату свои преступления кратко, но достаточно убедительно. Он заявил, что пытается остановить себя от своего «оппортунистического» желания убивать, после чего Тарбокс больше никогда его не видел. Тарбокс дал в газету Vallejo Times-Herald объявление на целую газетную страницу, которое, как он утверждал, вернёт Артуру Ли Аллену доброе имя, по единственной причине — раскрыть историю спустя тридцать лет после произошедшего. Роберт Грейсмит, автор нескольких книг о Зодиаке, сказал, что история Тарбокса «вполне правдоподобна».
В 2009 году в выпуске телесериала MysteryQuest телеканала «History Channel» предположили, что Зодиаком был редактор газеты Ричард Гайковский (1936—2004). Во время, когда происходили убийства, Гайковский работал в Сан-Франциско в контркультурной газете Good Times. Его внешний вид напоминал набросок внешности (фоторобот) Зодиака, и Нэнси Словер, полицейский диспетчер Вальехо, с которой Зодиак связался вскоре после нападения в Блю-Рок-Спрингс, определила записанный голос Гайковского как принадлежавший Зодиаку.
Отставной полицейский детектив Стив Ходел в своей книге «Георгин, чёрный мститель» утверждает, что его отец Джордж Ходел (1907—1999) был убийцей Чёрным георгином, жертвой которого стала Элизабет Шорт. Публикация книги привела к выпуску ранее скрытых материалов и телеграмм из офиса окружного прокурора Лос-Анджелеса, которые показали, что отец Ходела был главным подозреваемым в убийстве Шорт. Окружной прокурор Стив Кей впоследствии написал письмо, опубликованное в пересмотренном издании, в котором говорится, что, если бы Джордж Ходел был ещё жив, он был бы привлечён к ответственности за преступления. В последующей книге Ходел стал утверждать, что его отец был также Зодиаком. Данный вывод основан на полицейском наброске, сходстве написания букв Зодиаком с написанием букв Чёрным георгином, а также основан на результате графологической экспертизы.
19 февраля 2011 года в телепередаче America’s Most Wanted была рассказана история Зодиака. В 2010 году появилась фотография известной жертвы Зодиака Дарлин Феррин и человека, который очень похож на полицейский набросок убийцы, составленный на основе описаний свидетелей. Полиция считает, что фотография была сделана в Сан-Франциско в середине 1966 или 1967 года.
Бывший офицер калифорнийского дорожного патруля Линдон Лафферти заявил, что убийцей Зодиаком был 91-летний житель округа Солано, штат Калифорния, которого он назвал псевдонимом «Джордж Рассел Такер». Используя группу отставных сотрудников правоохранительных органов Mandamus Seven, Лафферти вышел на личность «Такера» и прикрытие, по причине которого его не преследовали. «Такер» умер в феврале 2012 года, его настоящее имя так и не было названо, потому что полиция не считала его подозреваемым.
В феврале 2014 года было сообщено, что человек по имени Луи Джозеф Майерс признался другу в 2001 году в том, что он и есть Зодиак, узнав, что скоро умрёт от цирроза печени. Он попросил, чтобы его друг, Рэнди Кенни, обратился в полицию после его смерти. Майерс умер в 2002 году, но у Кенни, как утверждается, были трудности с тем, чтобы заставить офицеров сотрудничать и серьёзно относиться к данному заявлению. Между Майерсом и Зодиаком имеются, предположительно, некоторые связи. Майерс учился в тех же школах, что и жертвы Дэвид Фаррадей и Бетти Лу Дженсен. Майерс якобы работал в том же ресторане, что и жертва Дарлин Феррин. Майерс также имел доступ к тому же военному ботинку, отпечаток которого был найден на месте преступления на озере Берриесса. Кроме того, в период 1971—1973 годов, когда не было получено ни одного письма Зодиака, Майерс был за границей с военными. Кенни говорит, что Майерс признался, что преследовал пары, потому что пережил тяжёлый разрыв с подругой. Хотя офицеры, связанные с этим делом, настроены скептически, они считают, что эта история достаточно правдоподобна для расследования.
Роберт Айван Николс, он же Джозеф Ньютон Чендлер III, ранее был неизвестным, который покончил жизнь самоубийством в Истлейке (штат Огайо) в июле 2002 года. После его смерти следователи не смогли найти его семью и обнаружили, что он украл личность восьмилетнего ребёнка, мальчика, который погиб в автокатастрофе в Техасе в 1945 году. Из-за того, что Николс скрыл свою личность, было предположено, что он был дезертиром. В конце 2016 года служба Marshals-Кливленд, штат Огайо, объявила, что судебно-медицинский генеалог доктор Коллин Фитцпатрик из Identifinders International сравнила генетический профиль Y-STR «Чендлера» с общедоступными базами данных генеалогии Y-STR, определив его возможную фамилию как «Николс». В 2017 году Фитцпатрик вместе с доктором Маргарет Пресс создали некоммерческий проект DNA Doe Project, который вновь рассмотрел этот случай, проанализировав аутосомную ДНК Чендлера, используя ту же методологию, которая использовалась при идентификации Марсии Кинг и Лайла Стивика. В марте 2018 года DNA Doe Project опознал «Чендлера» как Роберта Айвана Николса. Служба маршалов США объявила об этом на пресс-конференции в Кливленде 21 июня 2018 года. Власти полагали, что он был дезертиром. Было много теорий относительно того, от чего он мог бежать, ни одна из которых не была подтверждена. Некоторые интернет-расследователи предположили, что он мог быть убийцей Зодиаком, так как он напоминал полицейские зарисовки Зодиака и жил в Калифорнии, где действовал Зодиак. Другая теория утверждала, что он был Стивеном Кэмпбеллом, инженером из Шайенна в штате Вайоминг, разыскиваемым за попытку убийства. Власти также посчитали, что он мог быть немецким солдатом или нацистским чиновником Второй мировой войны, который бежал в Соединённые Штаты.
Теодор Качинский, более известный как Унабомбер, также рассматривался как Зодиак.
Флорентийский монстр также подозревался в том, что он и Зодиак — одно и то же лицо.
Выдвигались предположения, что под маской Зодиака мог быть другой серийный убийца, который тоже любил шифровки — Деннис Рейдер.

## Текущий статус расследования
В апреле 2004 года департамент полиции Сан-Франциско перевёл дело в разряд «неактивных», сославшись на оказываемое обществом давление и потребность в ресурсах, фактически закрыв его. Однако к марту 2008 года дело было снова открыто.
Дело Зодиака находится в статусе открытого в округе Напа и Риверсайде.
В мае 2018 года Департамент полиции Вальехо объявил о намерении получить ДНК Зодиака с обратной стороны марок, которые он использовал во время своей переписки. Ожидается, что анализ, проведённый частной лабораторией, будет использовать современную технику, которая способна отделить ДНК от клея, присутствующего на обратной стороне марок. Есть надежда, что Зодиака можно поймать аналогично «убийце из Золотого штата». В июне 2019 года сообщалось, что «результаты ожидаются в ближайшее время».
5 декабря 2020 года письмо Зодиака Z340 было расшифровано тремя любителями криптографии из США, Австралии и Бельгии. Ими были веб-дизайнер из Вирджинии Дэвид Оранчак, математик из Австралии Сэм Блейк и программист из Бельгии Ярл ван Эйке, который является автором одной из программ для расшифровки. Решающую роль в расшифровке сыграла программа AZDecrypt. ФБР официально подтвердило аутентичность расшифрованного текста.
«Надеюсь, что вам не скучно, пока вы пытаетесь меня поймать. Это был не я в телепрограмме[…] Я не боюсь газовой камеры, потому что она поскорее отправит меня в рай, так как у меня теперь достаточно рабов, которые на меня ишачат», — написано в послании, которое убийца отослал в газету San Francisco Chronicle 8 ноября 1969 года.
При этом слово «рай», по-английски paradise, несколько раз написано с ошибкой — «paradice».
Упомянутая в шифровке телепрограмма — это телешоу Джима Данбара «AM San Francisco», где в октябре 1969 года гостем студии был юрист Мелвин Белли. Тогда на прямой эфир позвонил некто, назвавшийся «Зодиаком», и сказал: «Я не хочу идти в газовую камеру». Однако позже выяснилось, что звонивший был пациентом психбольницы, и с настоящим убийцей никак не связан.
4 октября 2021 года The Case Breakers, команда из более чем 40 бывших следователей правоохранительных органов, а также журналистов и офицеров военной разведки США, заявила, что были выявлены новые детали по этому делу. Предположительно, Зодиак мог орудовать на территории куда шире, чем считалось ранее. Разоблачители рассказали, что идентифицировали убийцу Зодиака как Гэри Фрэнсиса Поста, скончавшегося в 2018 году. За годы раскопок команда нашла новые улики и снимки из фотолаборатории подозреваемого. На одном изображении предполагаемого убийцы были видны шрамы на лбу. Именно данная отличительная черта была в ориентировках на убийцу. Однако полиция и ФБР не поддержали версию расследователей, заявив, что дело всё ещё остаётся открытым.

## В массовой культуре

### В кино
- «Убийца Зодиак» (англ. The Zodiac Killer) — фильм 1971 года, режиссёр Том Хэнсон[англ.]. Поскольку фильм снимался в период, когда Зодиак ещё был активен, то всё производство и премьера фильма были задуманы с целью заманить Зодиака на киносеанс — сюжет фильма был тщательно продуман так, чтобы у реального Зодиака возник соблазн посетить премьеру. На премьере перед показами зрителям раздавались карточки с надписью «Я считаю, что Зодиак убивает потому, что…» и далее зрители должны были написать свои размышления на эту тему (всё проводилось в рамках конкурса, написавшему самый лучший ответ был обещан мотоцикл) — так Зодиака собирались вычислить по почерку.
- «Грязный Гарри» — фильм 1971 года. Место действия — Сан-Франциско, убийца в фильме назван «Скорпионом».
- «Зодиак» (англ. The Zodiac) — фильм 2005 года, режиссёр Александр Балкли.
- «Зодиак» (англ. Zodiac) — фильм 2007 года, режиссёр Дэвид Финчер.
- «Семь психопатов» (англ. Seven Psychopaths): Зодиака находит и убивает семейная пара, занимающаяся истреблением серийных убийц.
- «Детектив Нэш Бриджес» (англ. Nash Bridges) — телесериал, на экранах с 29 марта 1996 года по 4 мая 2001 года. В 202-м эпизоде (2 сезон) Бриджес ищет Зодиака вместе с полицейским, занимавшимся его поисками в 70-е. После его поимки выясняется, что это был лишь подражатель, а настоящий Зодиак на свободе.
- «Мыслить как преступник»: в телесериале часто упоминают о Зодиаке как об одном из самых известных и жестоких серийных убийц. В 11-м эпизоде 7-го сезона команда расследует ряд убийств, совершённых подражателем.
- В фильме «Без компромиссов» убийца, возможно, списан с Зодиака.
- «Американская история ужасов. Отель» — 5 сезон популярного американского сериала, вышедший осенью 2015 года. Зодиак появляется в 4-м и 12-м эпизодах, которые посвящены хэллоуинской ночи Дьявола.
- «Американская история ужасов. Культ» — 7 сезон популярного американского сериала, вышедший осенью 2017 года. Убийства, совершённые Зодиаком, приписываются преступной организации во главе с Валери Соланас.
- «Пробуждение Зодиака» — фильм 2017 года, режиссёр Джонатан Райт.
- «Убийственный класс» (англ. Deadly Class) — молодёжный телесериал 2018 года о частной школе для убийц. Зодиак здесь появляется в качестве преподавателя основ психопатии.
- «Ривердейл» (англ. Riverdale) — американский подростковый сериал. В одной из начальных серий 2 сезона было совершено убийство, повторяющее преступление Зодиака, после которого Маска (повторяющий действия Зодиака) отправил письмо журналисту с требованием опубликовать своё признание и шифр с подсказкой следующего убийства в газете.
- «Бэтмен» (2022) — фильм режиссера Мэтта Ривза, главным антагонистом которого является Загадочник, чей образ и поведение схожи с Зодиаком. Сам режиссер не раз подмечал, что вдохновился Зодиаком при создании своей версии этого персонажа.

### В литературе
- В 1986 году бывший художник-карикатурист из San Francisco Chronicle Роберт Грейсмит написал книгу «Зодиак[англ.]», в которой изложил собственную версию произошедших событий. На русском языке эта книга, написанная в жанре документальной прозы, вышла в 2007 году (ISBN 978-5-367-00383-3).
- В 2010 году американский писатель Дэвид Бальдаччи написал книгу «Игра по расписанию», где убийца повторяет стиль Зодиака. На русском языке книга вышла в 2010 году (ISBN 978-5-17-065431-4).
- В 2014 году была опубликована книга «Человеческое» (ISBN 978-5-4474-0359-1), написанная неизвестным писателем под псевдонимом Артур Ли Аллен. Несмотря на то, что в книге нет ничего общего с реальными событиями, перед выходом книги была проведена промоакция, во время которой любой желающий мог попытаться разгадать зашифрованное сообщение по принципу шифрования писем Зодиака и получить бесплатный экземпляр книги.
- В 2016 году на российском рынке появилась книга «Я — серийный убийца. Откровения великих маньяков», её авторы: Джон Дуглас — специалист в области профайлинга, находившийся на службе в ФБР, Микки Нокс — соавтор, редактор, автор множества примечаний. Зодиак упоминается как один из известнейших непойманных серийных убийц, в ней упоминается хронология событий, психопортрет, письма и их анализ.
- Упоминается в романе Крейга Рассела «Аспект дьявола».

### В музыке
- В 1993 году американская дэт-метал-группа «Macabre» записала песню «Zodiac (Identity Unknown)», которая вышла в альбоме «Sinister Slaughter».
- В 1993 году американская рок-группа Guns N' Roses разместила на обложке своего альбома The Spaghetti Incident? фразу «fuck’em all», написанную шифром Зодиака.
- В 1995 году британская электро-рок-группа «Babylon Zoo» записала песню «Zodiac Sign», которая вышла в альбоме «The Boy With X-Ray Eyes».
- Американская метал-группа «Machine Head» посвятила Зодиаку песню под названием «Blood Of The Zodiac». Песня вышла на втором альбоме группы «The More Thing Changes».
- В 2004 году японская хоррор-панк группа «Balzac» записала альбом «Paranoid Dream of Zodiac».
- В 2004 году российская блэк-метал группа «Demons of Guillotine» записала песню «Зодиак» (в альбоме «Bestiary»).
- В 2008 году немецкая EBM-группа «SAM» записала песню «Zodiac Killer», которая появилась в альбоме «Synthetic Adrenaline Music».
- В 2009 году немецкая EBM-группа «SITD» записала песню «Zodiac», которая появилась в альбоме «Rot».
- В 2010 году американская пауэр-метал группа «Kamelot» записала песню «Zodiac», которая вышла в альбоме «Poetry for the Poisoned».
- В 2010 году британская битдаун-хардкор группа «Six Ft. Ditch» записала песню «This Is the Zodiac Speaking», которая появилась в альбоме «Recreational Violence».
- В Санкт-Петербурге есть группа под названием «Письмо от Зодиака».
- В 2022 году американская певица Лана Дель Рей записала песню «Zodiac», которая должна была войти в ее альбом «Did You Know That There’s a Tunnel Under Ocean Blvd», но в итоге не была включена в треклист.

### В играх
- Образ Дэниэла Лэмба в игре Manhunt 2 скопирован с фоторобота серийного убийцы Зодиака.
- В игре Heavy Rain упоминается убийца Зодиак.
- В игре Watch Dogs 2 сделавшие предзаказ пользователи получат DLC «Зодиак». Судя по трейлеру, Зодиак выходит из тени и находит Маркуса (главного протагониста игры). Вам предстоит решить загадки подражателя известного серийного убийцы, чтобы поймать его. После решения загадок Маркус взламывает камеру неизвестного подвала, где стоит подражатель Зодиака. После высказываний о том, что «они оба немного ретро», подрывает себя. Подражатель соответствует главному фотороботу Зодиака.
- В игре The Binding of Isaac есть предмет Zodiac, а изображение этого предмета — это символ, который оставлял сам Зодиак.
- Игра This is the Zodiac Speaking основана на истории серийного убийцы и рассказывает о нападениях Зодиака и зашифрованных сообщениях.
- В игре Cypher рассказывается о Зодиаке и предлагается решить его шифр.